# Jezioro Chwałowskie
Jezioro Chwałowskie – jezioro w Polsce, położone w województwie kujawsko-pomorskim, w powiecie mogileńskim, w gminie Mogilno, na terenie Pojezierza Żnińsko-Mogileńskiego.

## Charakterystyka
Jezioro położone między jeziorem Wienieckim i Wiecanowskim, wśród wzgórz moreny dennej. Na środku jeziora znajduje się niewielka, zalesiona wyspa.

## Dane morfometryczne
Powierzchnia zwierciadła wody według różnych źródeł wynosi od 19,5 ha do 27,0 ha. Zwierciadło wody położone jest na wysokości 92,1 m n.p.m.. Średnia głębokość jeziora wynosi 2,5 m, natomiast głębokość maksymalna 4,3 m.